# 钱宗渊
钱宗渊，别号博泉，浙江杭县人。民国时期工程师。

## 生平
1910年末，毕业于天津新学书院，主修化学。随即留校任教。
1911年，前往太原，出任山西大学堂西学专斋教师。后任职于铁路部门。
担任交通部调度车辆事务处副处长。1925年，公派前往加拿大太平洋铁路公司实习。
归国后出任胶济铁路管理局车务处副处长。
1927年3月9日，青岛附近6次混合列车与4次快车相撞，造成重大伤亡。事后查明是胶济铁路副局长周庆满与钱宗渊为了讨好国民政府交通部次长郑洪山，强令属下违规行车所致。钱宗渊被免职，随后被逮捕，经他人说情后获释。
之后出任津浦铁路天津段段长。
1937年9月16日，任粤汉铁路局副局长。
1949年后，随国民政府撤退到台湾。出任国民政府资源委员会主任秘书。1950年，与台北中国油轮公司协调，参与处理永灏轮事件。
之后出任石門水庫建設委員會專門委员。